# Franklin Moses

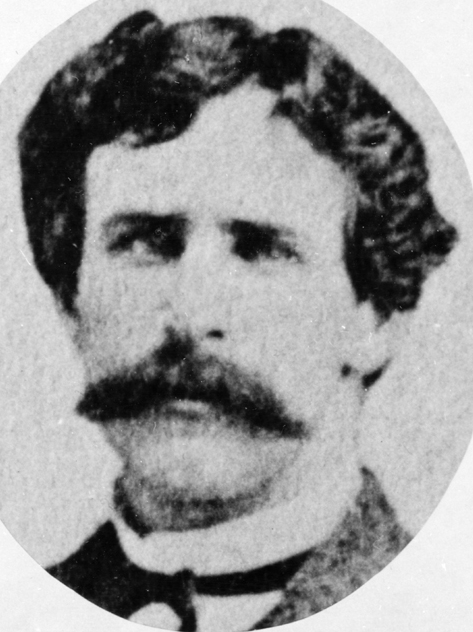
Franklin Moses

Franklin Israel Moses Jr. (* 1838 im Sumter County, South Carolina; † 11. Dezember 1906 in Winthrop, Suffolk County, Massachusetts) war ein US-amerikanischer  Politiker und von 1872 bis 1874 Gouverneur von South Carolina.

## Frühe Jahre und politischer Aufstieg
Das genaue Geburtsdatum von Franklin Moses ist unbekannt. Die Quellen sind sich aber einig, dass er im Jahr 1838 geboren wurde. Auch sein Name ist verwirrend. Eigentlich sollte er Franklin I. Moses heißen. Durch eine Verwechslung wurde aber aus dem „I“ ein „J“. Er war der Sohn des gleichnamigen späteren Obersten Richters von South Carolina und dessen Frau Jane McLellan. Der junge Franklin besuchte bis 1855 das South Carolina College, die spätere University of South Carolina und studierte anschließend Jura. Im Jahr 1860 wurde Moses Privatsekretär von Gouverneur Francis Wilkinson Pickens. Während des Bürgerkriegs brachte er bis zum Oberst (Colonel) in der Arme der Konföderation. In den Jahren 1866 bis 1867 gab er die Zeitung „Sumter News“ heraus. Er war außerdem im Vorstand der Episcopal Kirche von Sumter. Gleichzeitig war er Inspekteur der Nationalgarde, Kurator der University of South Carolina und Abgeordneter im Landesparlament.

## Gouverneur von South Carolina
Im Jahr 1872 wurde Moses mit 65,4 % der Wählerstimmen gegen Reuben Tomilson zum neuen Gouverneur von South Carolina gewählt. Trotz des eindeutigen Wahlergebnisses war seine Wahl umstritten. Schon in den Jahren vor der Wahl stand er im Kreuzfeuer der Kritik, weil man ihm sowohl öffentliche als auch private Misswirtschaft, Verschwendung und Bestechung vorwarf. Den Wahlsieg verdankte er der schwarzen Wählerschaft, die er für sich mobilisieren konnte. Während seiner zweijährigen Amtszeit stieg die Staatsverschuldung weiter. Es kam weiterhin zu Unregelmäßigkeiten. Versuche den Gouverneur wegen Misswirtschaft anzuklagen, scheiterten vor Gericht, er konnte trotz der Proteste seine Amtszeit beenden. Allerdings wurde er nicht für eine zweite Amtszeit nominiert.

## Weiterer Lebenslauf
Moses bewarb sich nach dem Ende seiner Amtszeit um die Stelle eines Richters. Dieses Anliegen wurde von seinem Nachfolger abgelehnt. Auch in den folgenden Jahren war sein Lebensstil nicht vorbildhaft. Die Quellen berichten von weiteren Unregelmäßigkeiten, Diebstahl und Betrug im Zusammenhang mit Franklin Moses. Er wurde mehrfach verurteilt, schaffte aber immer wieder begnadigt zu werden. Unter anderem wurde er 1885 in Massachusetts zu drei Jahren Gefängnis verurteilt. Am Ende wurde er sogar von seiner Familie wegen seines zweifelhaften Verhaltens isoliert. Seine Ehe mit Emma Buford Richardson wurde 1878 geschieden. Er starb 1906.